# Scarpa d'oro 1973
La Scarpa d'oro 1973 è il riconoscimento calcistico che è stato assegnato al miglior marcatore assoluto in Europa tenendo presente le marcature segnate nel rispettivo campionato nazionale nella stagione 1972-1973. Il vincitore del premio è stato Eusébio del Benfica con 40 reti nella Primeira Liga.
| Pos | Campionato                     | Nome        | Squadra       | Gol |
| --- | ------------------------------ | ----------- | ------------- | --- |
| 1   | Primeira Divisão               | Eusébio     | Benfica       | 40  |
| 2   | Bundesliga                     | Gerd Müller | Bayern Monaco | 36  |
| 3   | A Republikanska futbolna grupa | Petăr Žekov | CSKA Sofia    | 29  |